# Uwe Kellner
Uwe Kellner, född den 17 mars 1966 i Jena i Tyskland, är en tysk roddare.
Han tog OS-silver i fyra med styrman i samband med de olympiska roddtävlingarna 1992 i Barcelona.